# Luigi Ferdinando di Prussia (1907-1994)
Luigi Ferdinando di Germania e Prussia, nome completo Louis Ferdinand Viktor Eduard Adalbrecht Michael Hubertus Prinz von Preußen (Potsdam, 9 novembre 1907 – Brema, 25 settembre 1994), membro del casato degli Hohenzollern, è stato pretendente al trono imperiale tedesco ed un fervido oppositore del Partito Nazista, nonché uomo d'affari e mecenate.

## Biografia
Luigi Ferdinando nacque a Potsdam come terzo successore al trono dell'Impero tedesco , dopo suo padre, il principe ereditario tedesco Guglielmo e il fratello maggiore, il principe Guglielmo di Prussia . La monarchia fu abolita dopo la rivoluzione tedesca del 1918. Quando il fratello maggiore di Luigi Ferdinando, il principe Guglielmo, rinunciò ai suoi diritti di successione per sposare un membro della nobiltà minore nel 1933 (fu poi ucciso in azione in Francia nel 1940 mentre combatteva nell'esercito tedesco ), Luigi Ferdinando lo sostituì come secondo nella linea di successione ai defunti troni tedesco e prussiano dopo l'ex principe ereditario.
Luigi Ferdinando studiò a Berlino e si discostò dalla tradizione della sua famiglia non intraprendendo la carriera militare. Invece, viaggiò molto e si stabilì per qualche tempo a Detroit, dove fece amicizia con Henry Ford e conobbe Franklin D. Roosevelt, tra gli altri. Aveva un grande interesse per l'ingegneria. Richiamato dagli Stati Uniti dopo la rinuncia al trono del fratello, fu coinvolto nell'industria aeronautica tedesca, ma Hitler gli impedì di prendere parte attiva alle attività militari tedesche.
Successivamente Luigi Ferdinando si dissociò dai nazisti. Non fu coinvolto nel complotto del 20 luglio contro Hitler nel 1944 ma fu interrogato dalla Gestapo subito dopo. È stato rilasciato poco dopo.
Sposò la sua cugina di secondo grado, la granduchessa Kira Kirillovna di Russia, nel 1938, prima con una cerimonia ortodossa russa a Potsdam e poi con una cerimonia luterana a Huis Doorn, nei Paesi Bassi. Kira era la seconda figlia del granduca Kyril Vladimirovich e della principessa Vittoria Melita di Sassonia-Coburgo-Gotha . La coppia ebbe quattro figli e tre figlie. I suoi due figli maggiori rinunciarono entrambi ai loro diritti di successione per sposare cittadini comuni. Il suo terzo figlio ed erede, il principe Luigi Ferdinando, morì nel 1977 durante le manovre militari, e così suo nipote di un anno Giorgio Federico, principe di Prussia (figlio del principe Luigi Ferdinando) divenne il nuovo erede dei defunti troni tedesco e prussiano. Alla morte di Luigi Ferdinando nel 1994, Giorgio Federico divenne il pretendente ai troni defunti e il capo della famiglia Hohenzollern. Dopo la riunificazione della Germania, Luigi Ferdinando fece reinterrare i resti di diversi membri degli Hohenzollern nella tomba imperiale di Potsdam.
Il principe era una figura popolare. Nel 1968 Der Spiegel riferì che in un sondaggio condotto dalla rivista Quick tra i lettori su chi sarebbe stata la persona più onorevole a diventare presidente della Repubblica Federale Tedesca, Louis Ferdinand, l'unico dei dodici candidati che non era un politico, vinse con 39,8% davanti a Carlo Schmid e Ludwig Erhard. In un sondaggio simile condotto dal tabloid Bild, i lettori hanno scelto Luigi Ferdinando nel 55,6%. In un'intervista con Quick, il principe ha indicato che avrebbe potuto accettare la presidenza ma non avrebbe rinunciato alle sue pretese sulla corona imperiale o prussiana.
Nelle interviste con CL Sulzberger per il libro La caduta delle aquile, Luigi Ferdinando espresse un profondo senso di ammirazione per la monarchia informale della bicicletta e lo stile della repubblica coronata favoriti e utilizzati dalle famiglie reali olandesi, belghe e scandinave. Lodando il modo in cui i veicoli che trasportavano il re o la regina si fermavano e aspettavano al semaforo, Luigi Ferdinando affermò che se la casata degli Hohenzollern fosse mai stata restaurata sul trono tedesco durante la sua vita, questa stessa informalità sarebbe stata una qualità che intendeva pienamente emulare.
Il principe Ferdinando di Hohenzollern, un membro del ramo svevo maggiore della dinastia Hohenzollern, Hohenzollern-Sigmaringen, è suo figlioccio.

## Discendenza
- Principe Federico Guglielmo di Prussia (10 febbraio 1939 - 29 settembre 2015), sposò in prime nozze Waltraud Freytag (n. 1940), poi Ehrengard von Reden (n. 1943) e in terze nozze Sibylle Kretschmer; rinunciò ai suoi diritti di successione il 18 settembre 1967. Il figlio Filippo nacque dal primo matrimonio; gli altri figli sono frutto del secondo matrimonio:
  - Principe Filippo Kirill di Prussia (n. 23 aprile 1968); sposò Anna Christine Soltau il 28 giugno 1994 a Keil (Kronshagen);
  - Principe Federico Guglielmo di Prussia (n. 16 agosto 1979);
  - Principessa Vittoria Luisa di Prussia (n. 2 maggio 1982);
  - Principe Gioacchino-Alberto di Prussia (n. 26 giugno 1984);
- Principe Michele di Prussia (n. 22 marzo 1940), sposò in prime nozze Jutta Jorn (n. 27 gennaio 1943) ed in seguito Brigitte von Dallwitz (n. 17 settembre 1939); rinunciò ai suoi diritti di successione il 29 agosto 1966. Entrambi i figli sono nati dal primo matrimonio:
  - Principessa Micaela di Prussia (n. 5 marzo 1967);
  - Principessa Natalia di Prussia (n. 13 gennaio 1970);
- Principessa Maria Cecilia di Prussia (n. 28 maggio 1942);
- Principessa Kira di Prussia (27 giugno 1943 – 10 gennaio 2004);
- Principe Luigi Ferdinando di Prussia (25 agosto 1944 – 11 luglio 1977);
  - Principe Giorgio Federico di Prussia (n. 10 giugno 1976);
- Principe Cristiano Sigismondo di Prussia (n. 14 marzo 1946);
- Principessa Xenia Sophie Charlotte Cecilie di Prussia (9 dicembre 1949 – 18 gennaio 1992).

## Ascendenza
|                                                                |                                               |                                                             | Genitori                                                |  |  | Nonni |  |  | Bisnonni                 |  |  | Trisnonni               |  |
|                                                                |                                               |                                                             |                                                         |  |  |       |  |  | Federico III di Germania |  |  | Guglielmo I di Germania |  |
|                                                                |                                               |                                                             |                                                         |  |  |       |  |  | Federico III di Germania |  |  | Guglielmo I di Germania |  |
|                                                                |                                               | Augusta di Sassonia-Weimar-Eisenach                         |                                                         |  |  |       |  |  | Federico III di Germania |  |  |                         |  |
| Guglielmo II di Germania                                       |                                               |                                                             |                                                         |  |  |       |  |  | Federico III di Germania |  |  |                         |  |
|                                                                |                                               | Vittoria di Sassonia-Coburgo-Gotha                          | Alberto di Sassonia-Coburgo-Gotha                       |  |  |       |  |  |                          |  |  |                         |  |
|                                                                |                                               | Vittoria di Sassonia-Coburgo-Gotha                          | Alberto di Sassonia-Coburgo-Gotha                       |  |  |       |  |  |                          |  |  |                         |  |
|                                                                |                                               | Vittoria di Sassonia-Coburgo-Gotha                          | Vittoria del Regno Unito                                |  |  |       |  |  |                          |  |  |                         |  |
| Guglielmo di Prussia                                           |                                               | Vittoria di Sassonia-Coburgo-Gotha                          |                                                         |  |  |       |  |  |                          |  |  |                         |  |
|                                                                |                                               | Federico VIII di Schleswig-Holstein-Sonderburg-Augustenburg | Cristiano di Schleswig-Holstein-Sonderburg-Augustenburg |  |  |       |  |  |                          |  |  |                         |  |
|                                                                |                                               | Federico VIII di Schleswig-Holstein-Sonderburg-Augustenburg | Cristiano di Schleswig-Holstein-Sonderburg-Augustenburg |  |  |       |  |  |                          |  |  |                         |  |
|                                                                |                                               | Federico VIII di Schleswig-Holstein-Sonderburg-Augustenburg | Luisa Sofia di Danneskiold-Samsøe                       |  |  |       |  |  |                          |  |  |                         |  |
| Augusta Vittoria di Schleswig-Holstein-Sonderburg-Augustenburg |                                               | Federico VIII di Schleswig-Holstein-Sonderburg-Augustenburg |                                                         |  |  |       |  |  |                          |  |  |                         |  |
|                                                                |                                               | Adelaide di Hohenlohe-Langenburg                            | Ernesto I di Hohenlohe-Langenburg                       |  |  |       |  |  |                          |  |  |                         |  |
|                                                                |                                               | Adelaide di Hohenlohe-Langenburg                            | Ernesto I di Hohenlohe-Langenburg                       |  |  |       |  |  |                          |  |  |                         |  |
|                                                                |                                               | Adelaide di Hohenlohe-Langenburg                            | Fedora di Leiningen                                     |  |  |       |  |  |                          |  |  |                         |  |
| Luigi Ferdinando di Prussia                                    |                                               | Adelaide di Hohenlohe-Langenburg                            |                                                         |  |  |       |  |  |                          |  |  |                         |  |
|                                                                | Federico Francesco II di Meclemburgo-Schwerin | Paolo Federico di Meclemburgo-Schwerin                      |                                                         |  |  |       |  |  |                          |  |  |                         |  |
|                                                                | Federico Francesco II di Meclemburgo-Schwerin | Paolo Federico di Meclemburgo-Schwerin                      |                                                         |  |  |       |  |  |                          |  |  |                         |  |
|                                                                | Federico Francesco II di Meclemburgo-Schwerin | Alessandrina di Prussia                                     |                                                         |  |  |       |  |  |                          |  |  |                         |  |
| Federico Francesco III di Meclemburgo-Schwerin                 | Federico Francesco II di Meclemburgo-Schwerin |                                                             |                                                         |  |  |       |  |  |                          |  |  |                         |  |
|                                                                |                                               | Augusta di Reuss-Köstritz                                   | Enrico LXIII di Reuss-Köstritz                          |  |  |       |  |  |                          |  |  |                         |  |
|                                                                |                                               | Augusta di Reuss-Köstritz                                   | Enrico LXIII di Reuss-Köstritz                          |  |  |       |  |  |                          |  |  |                         |  |
|                                                                |                                               | Augusta di Reuss-Köstritz                                   | Eleonora di Stolberg-Wernigerode                        |  |  |       |  |  |                          |  |  |                         |  |
| Cecilia di Meclemburgo-Schwerin                                |                                               | Augusta di Reuss-Köstritz                                   |                                                         |  |  |       |  |  |                          |  |  |                         |  |
|                                                                |                                               | Michail Nikolaevič Romanov                                  | Nicola I di Russia                                      |  |  |       |  |  |                          |  |  |                         |  |
|                                                                |                                               | Michail Nikolaevič Romanov                                  | Nicola I di Russia                                      |  |  |       |  |  |                          |  |  |                         |  |
|                                                                |                                               | Michail Nikolaevič Romanov                                  | Carlotta di Prussia                                     |  |  |       |  |  |                          |  |  |                         |  |
| Anastasija Michajlovna Romanova                                |                                               | Michail Nikolaevič Romanov                                  |                                                         |  |  |       |  |  |                          |  |  |                         |  |
|                                                                |                                               | Cecilia di Baden                                            | Leopoldo di Baden                                       |  |  |       |  |  |                          |  |  |                         |  |
|                                                                |                                               | Cecilia di Baden                                            | Leopoldo di Baden                                       |  |  |       |  |  |                          |  |  |                         |  |
|                                                                |                                               | Cecilia di Baden                                            | Sofia Guglielmina di Svezia                             |  |  |       |  |  |                          |  |  |                         |  |
|                                                                |                                               | Cecilia di Baden                                            |                                                         |  |  |       |  |  |                          |  |  |                         |  |